# Neuhäusler (Haidgau)
Neuhäusler ist eine Einöde auf der Gemarkung Haidgau von Bad Wurzach im Landkreis Ravensburg.

## Lage
Neuhäusler liegt am Südosthang des Haisterkircher Rückens und ist Teil des Naturraums Riß-Aitrach-Platten (Naturraum-Nr. 41), die zur Großlandschaft Donau-Iller-Lech-Platte (Großlandschaft-Nr. 4) gehören.
Die Siedlung befindet sich etwa:
- 150 m nördlich der L 314
- 250 m südwestlich von Stoßler
- 500 m östlich von Klingenhof
- 500 m südöstlich von Baurenhof
- 1 km südwestlich des Ortsrands von Haidgau
- 1,3 km südöstlich von Ehrensberg
- 1,6 km nordöstlich von Mennisweiler[4]

Hydrologisch liegt Neuhäusler im Gewässereinzugsgebiet der Aitrach, welche über die Iller und die Donau in das Schwarze Meer entwässert.

## Verkehrsanbindung
Neuhäusler liegt an einem Gemeindeverbindungsweg, der von Haidgau im Nordosten über Stoßler nach Neuhäusler führt. Hier trifft er auf den Weg, der von der L 314 (Strecke Roßberg/Menisweiler/Bad Wurzach) kommt und weiter über den Baurenhof nach Ehrensberg verläuft.

### Öffentlicher Personennahverkehr
Die nächsten Bahnanschlüsse sind Bad Waldsee und Bad Wurzach. Der Banhalt Bad Waldsee ist mit dem Pkw über Ehrensberg und Hittisweiler etwa 7,9 km entfernt; mit dem Fahrrad beträgt die Strecke über Ehrensberg und das Naherholungsgebiet Tannenbühl ca. 7,8 km, wobei die Strecke teilweise geschottert ist. Der Bahnhof Bad Wurzach ist mit dem Pkw über die L 314 etwa 6,8 km entfernt. Mit dem Fahrrad sind es über Basches und Ziegelbach rund 8 km.

### Radverkehr
Die nächsten Anschlüsse an das Radnetz Baden-Württemberg sind in Bad Wurzach und bei Haisterkirch. Der Anschluss in Bad Wurzach ist über Baschers und Ziegelbach etwa 8,1 km entfernt, wobei 24 Höhenmeter bergauf und 41 Höhenmeter bergab zu überwinden sind. Der Anschluss bei Haisterkirch ist über Ehrensberg circa 3,7 km entfernt, mit 59 Höhenmetern bergauf und 83 Höhenmetern bergab.